# Московит-6222
Москови́т-6222 — городской сочленённый автобус особо большого класса, производившийся на Тушинском машиностроительном заводе (ТМЗ) в Москве с 2002 по 2004 год. Модель является лицензионным клоном автобуса (по некоторым сведениям — клоном) Ikarus 435.17, однако внешне отличается от него рядом элементов: крашеным в цвет кузова бампером, расположением боковых поворотников, тонированным остеклением створок дверей, дерматиновыми сиденьями в салоне (на Икарусах обычно стояли тканевые), белой перегородкой кабины водителя. Кроме того, на всех автобусах 2004 года постройки (кроме борт. № 15430), и одном автобусе 2003 года (борт. № 03525) установлены форточки от автобуса ЛиАЗ-5256.
Первые три автобуса (борт. №№ 08260, 01160, 02403) были собраны из венгерских кузовов. Их принципиальное отличие от остальных — это маршрутный указатель, находящийся под тупым углом к лобовому стеклу.

## Эксплуатация
Всего за два года производства был выпущен 31 автобус. Они поставлялись исключительно в автобусные парки «Мосгортранса». Так, новые машины получили все парки, кроме 17-го и ЗелАКа. По состоянию на начало 2013 года в пассажирской эксплуатации оставалось 28 автобусов Московит-6222: № 14421 сгорел в 2007 году. Причина пожара — короткое замыкание в салонной системе отопления. Автобус № 01426 списан в 2009 году из-за сгнившего подрамника среднего моста. Самая первая машина (08260) после завершения испытаний вернулась обратно на ТМЗ, где сейчас находится в полуразобранном виде. Данный автобус не принадлежал Мосгортрансу, а был направлен в ФАТП для проведения испытаний. Первым автобусом, списанным по возрасту, оказался 05300 — он был списан с инвентаря 5-го автобусного парка осенью 2013 года. На ноябрь 2017 года эксплуатация модели Московит-6222 в ГУП «Мосгортранс» полностью завершена. Все автобусы списаны, за исключением номера 07177, который передан в музей.
| Парк/год                               | 2002  | 2003         | 2004                                         |
| -------------------------------------- | ----- | ------------ | -------------------------------------------- |
| 1-й автобусный парк                    | 01241 |              | 01426                                        |
| 2-й автобусный парк                    | 02403 |              | 02585                                        |
| 3-й автобусный парк                    |       | 03525        |                                              |
| 4-й автобусный парк                    |       | 04521        |                                              |
| 5-й автобусный парк                    |       | 05300        | 05285                                        |
| 6-й автобусный парк                    |       | 06463        | 06627                                        |
| 7-й автобусный парк                    |       | 07312        | 07177 (передан в музей)                      |
| Филёвский автобусно-троллейбусный парк | 08260 | 08707        | 08231                                        |
| 9-й автобусный парк                    |       | 09427        | 09263 → 160735, 09782 (13597) →161034        |
| 10-й автобусный парк                   |       | 10221        | 10236                                        |
| 11-й автобусный парк                   |       | 11149, 11483 | 11157                                        |
| 12-й автобусный парк                   |       |              | 12300                                        |
| 13-й автобусный парк                   |       |              | 13288, 13597 → 09782 → 161034                |
| 14-й автобусный парк                   |       | 14421        | 14123                                        |
| 15-й автобусный парк                   |       |              | 15430                                        |
| 16-й автобусный парк                   |       | 16452        | 16221, 160735 (09263), 161034 (13597; 09782) |
| 18-й автобусный парк                   |       |              | 18115                                        |

## Недоукомплектованные кузова
После поставки всех 30 экземпляров в «Мосгортранс», на заводе оставалось ещё пять недоукомплектованных кузовов. Они находились там до декабря 2011 года, когда были куплены и отвезены в Рязань. Планировалось их укомплектовывать и продавать, однако, эти планы не осуществились. По состоянию на июнь 2017 года кузова заброшены и находятся недалеко от Рязани в плачевном состоянии.

## Ложные объявления
С 2011 года, после того как недособранные кузова выкупили, в интернете появилось множество объявлений, заявляющих о продаже «новых» Московитов, продавцом которых выступало некое «ЗАО Московское автобусно-троллейбусное объединение», образованное на основе ОАО «Тушино-Авто». Так, например, появилась информация о некоем «Московит-5211», бывшего клоном Ikarus 415, однако ни одного ходового экземпляра так и не было построено. Также в этих объявлениях указывались ложные ТТХ, например двигатель Cummins ISLe 8.9 310, который фактически не мог устанавливаться на данную модель автобусов, поскольку автобус проходил сертификацию с двигателем «Rába», то есть никакой другой двигатель без повторной сертификации на него установить нельзя.

## Фотогалерея
- Ikarus 435.17 (слева) и Московит-6222. Внешне различаются только разными шильдиками
- Шильдики автобуса
- Салон
- Шильдик «ТМЗ»
- Шильдик «Тушино-Авто»